# Saddle Creek Records
Saddle Creek Records je americký nezávislý label sídlící ve státě Nebraska v městečku Omaha. Vydavatelství založené v roce 1993 Robbem Nanselem a Mikem Mogisem se původně jmenovalo Lumberjack Records. Rozhodně nejpopulárnější akvizicí Saddle Creek je stěžejní projekt písničkáře Conora Obersta Bright Eyes.

## Diskografie
- LBJ-001 Conor Oberst - Water CS
- LBJ-002 Polecat - Dilly Dally CS
- LBJ-003 Slowdown Virginia - Dead Space CD
- LBJ-004 Smashmouth - Some of You Will Be Hermits CS
- LBJ-005 Polecat/Sunbrain split 7"
- LBJ-006 Commander Venus - Do You Feel at Home? CD
- LBJ-007 We'd Rather Be Flying - The Solution For Thinning Your Hair CD
- LBJ-008 Norman Bailer - Sine Sierra CS
- LBJ-009 Commander Venus/Lux-O-Values/Norman Bailer/Weld - Music Me All Over 7"
- LBJ-010 Cursive - The Disruption 7"
- LBJ-011 Lullaby for the Working Class - Consolation 7"
- LBJ-012 Lullaby for the Working Class - Blanket Warm LP
- LBJ-013 Commander Venus/Drip split 7"
- LBJ-014 The Wrens/Park Ave. Split 7"
- LBJ-015 Lullaby for the Working Class - In Honor of my Stumbling 7"
- LBJ-016 Commander Venus - The Uneventful Vacation LP
- LBJ-017 Lullaby for the Working Class - I Never Even Asked for Light LP
- LBJ-018 Cursive - The Icebreaker 7"
- LBJ-019 Bright Eyes - A Collection of Songs Written and Recorded 1995-1997
- LBJ-020 Saddle Creek - A Sampler CD
- LBJ-021 The Faint - Media CD
- LBJ-022 Cursive - The Storms of Early Summer: Semantics of Song CD
- LBJ-023 Bright Eyes - Letting Off The Happiness CD/LP
- LBJ-024 Lullaby for the Working Class - The Ebb & Flow, the Come & Go, the To & Fro 7"
- LBJ-025 The Faint/Ex-Action Figures split 7"
- LBJ-026 Gabardine - Gabardine CD
- LBJ-027 Lullaby for the Working Class - Song LP
- LBJ-028 The Faint - Blank-Wave Arcade CD/LP
- LBJ-029 Spoon - The Agony of Laffitte CD5
- LBJ-030 Bright Eyes - Every Day and Every Night EP CD/12"
- LBJ-031 Cursive - Domestica CD/LP
- LBJ-032 Bright Eyes - Fevers and Mirrors CD/LP
- LBJ-033 The Faint - Blank-Wave Arcade Remixes 12"
- LBJ-034 Bright Eyes/Son, Ambulance - Oh Holy Fools: The Music of Son, Ambulance & Bright Eyes CD/LP
- LBJ-035 Cursive - Burst and Bloom CD/LP
- LBJ-036 Son, Ambulance - Euphemystic CD/LP
- LBJ-037 The Faint - Danse Macabre CD/LP
- LBJ-038 Now It's Overhead - Now It's Overhead CD/LP
- LBJ-039 Sorry About Dresden - The Convenience of Indecision CD
- LBJ-040 Desaparecidos - The Happiest Place on Earth CD5
- LBJ-041 Azure Ray - November EP CD
- LBJ-042 Desaparecidos - Read Music/Speak Spanish CD/LP
- LBJ-043 The Good Life - Black Out CD/LP
- LJB-044 Mayday - Old Blood CD
- LBJ-045 Bright Eyes - There Is No Beginning To The Story EP CD/12"
- LBJ-046 Bright Eyes - LIFTED or The Story is in the Soil, Keep Your Ear to the Ground CD/2xLP
- LBJ-047 Rilo Kiley - The Execution of All Things CD/LP
- LBJ-048 Bright Eyes - A Christmas Album CD
- LBJ-049 Cursive - Art Is Hard CD
- LBJ-050 Various Artists - Saddle Creek 50 2xCD/LP
- LBJ-051 Cursive - The Ugly Organ CD/LP
- LBJ-052 Sorry About Dresden - Let It Rest CD
- LBJ-053 Bright Eyes - Vinyl Box Set 5xLP + 2x12" + Box Set
- LBJ-054 Azure Ray - Hold On Love CD/LP
- LBJ-055 Azure Ray - The Drinks We Drank Last Night CD
- SCE-056 Rilo Kiley - The Execution of All Things CD
- LBJ-057 Azure Ray - New Resolution CD
- LBJ-058 Now It's Overhead - Fall Back Open CD
- LBJ-059 Cursive - The Recluse CD
- SCE-060 Bright Eyes/Neva Dinova - One Jug of Wine, Two Vessels CD/LP
- LBJ-061 Broken Spindles - fulfilled/complete CD/LP
- LBJ-062 The Good Life - Lovers Need Lawyers CD/10"
- LBJ-063 Beep Beep - Business Casual CD/LP
- LBJ-064 The Good Life - Album of the Year CD/LP
- LBJ-065 Now It's Overhead - Wait in a Line CD
- LBJ-066 The Faint - I Disappear CD
- LBJ-067 The Faint - Wet From Birth CD/LP
- LBJ-068 Bright Eyes - Lua CD
- LBJ-069 Bright Eyes - Take It Easy (Love Nothing) CD
- LBJ-070 Cursive - The Difference Between Houses and Homes CD/LP
- LBJ-071 Son, Ambulance - Key CD
- LBJ-072 Bright Eyes - I'm Wide Awake, It's Morning CD/LP
- LBJ-073 Bright Eyes - Digital Ash in a Digital Urn CD/LP
- LBJ-074 Maria Taylor - 11:11 CD
- LBJ-075 Orenda Fink - Invisible Ones CD
- LBJ-076 Mayday - Bushido Karaoke CD
- LBJ-077 Bright Eyes - When the President Talks to God iTunes exclusive
- SCE-079 Bright Eyes - First Day of My Life CD/7"
- LBJ-080 Criteria - En Garde (reissue) CD
- LBJ-081 Criteria - When We Break CD/LP
- LBJ-082 Broken Spindles - inside/absent CD/LP
- LBJ-083 The Faint - Desperate Guys CD
- LBJ-084 Bright Eyes - Easy/Lucky/Free CD/2x7"
- LBJ-085 Criteria - Prevent the World CD
- LBJ-086 Orenda Fink - Bloodline iTunes single
- LBJ-087 Various Artists - Lagniappe
- SCE-088 Bright Eyes - Motion Sickness: Live Recordings CD
- LBJ-089 Saddle Up and Love It - Saddle Creek/Lovitt Records Hot Topic Compilation CD
- LBJ-090 Two Gallants - Las Cruces Jail 7"
- LBJ-091 Two Gallants - What The Toll Tells CD/LP
- LBJ-092 Two Gallants - Steady Rollin' iTunes Exclusive
- LBJ-093 Cursive - Dorothy at Forty CD/7"
- LBJ-094 Cursive - Happy Hollow CD/LP
- LBJ-095 Eric Bachmann - To The Races CD
- LBJ-096 Now It's Overhead - Dark Light Daybreak (Live in the Studio) iTunes Exclusive
- LBJ-097 Now It's Overhead - Dark Light Daybreak CD
- LBJ-098 Ladyfinger (ne) - Heavy Hands CD
- LBJ-099 Bright Eyes - Noise Floor: Rarities 1998-2005 CD, 2*LP
- LBJ-101 Bright Eyes - Four Winds CD/12"
- LBJ-102 Maria Taylor - Lynn Teeter Flower CD
- LBJ-103 Bright Eyes - Cassadaga CD/2xLP
- SCE-104 Cursive - Big Bang digital single